# Mistrzostwa Ameryki Południowej w Zapasach 2009
Niektóre z zamieszczonych tu informacji od 2024-09 wymagają weryfikacji.
 Po wyeliminowaniu niedoskonałości należy usunąć szablon {{Dopracować}} z tego artykułu.
7. Mistrzostwa Ameryki Południowej w zapasach rozegrano w dniach 23-25 lipca 2009 roku w stolicy Peru, Limie na terenie Coliseo Orlando Ochoa de la Videna - Distrito de San Luis.

## Tabela medalowa
Gospodarz zawodów został zaznaczony kolorem.
| Poz.  | Państwo   |    |    |    | Łącznie |
| ----- | --------- | -- | -- | -- | ------- |
| 1.    | Brazylia  | 10 | 1  | 5  | 16      |
| 2.    | Peru      | 6  | 6  | 8  | 20      |
| 3.    | Ekwador   | 5  | 7  | 5  | 17      |
| 4.    | Argentyna | 0  | 6  | 8  | 14      |
| 5.    | Panama    | 0  | 0  | 1  | 1       |
| Razem | Razem     | 21 | 20 | 27 | 68      |

## Wyniki

### W stylu klasycznym
| Waga   | złoty             | srebrny          | brązowy             | brązowy          |
| ------ | ----------------- | ---------------- | ------------------- | ---------------- |
| 55 kg  | José Magallanes   | Andrés Montaño   | Fabian Enrique      | ----             |
| 60 kg  | Jean Canchumanta  | Cristian Vital   | Byron Hurtado       | Marco Calvicante |
| 66 kg  | Yanh Franco Rojas | Enrique Guallapa | Nicolás Galker      | ----             |
| 74 kg  | Felipe Macedo     | Marcelo Mina     | Alvis Almendra      | ----             |
| 84 kg  | Adrián Jaoude     | Carlos Albrecht  | Federico de la Peña | ----             |
| 96 kg  | Davi Albino       | Yuri Maier       | Félix Isisola       | ----             |
| 120 kg | Antoine Jaoude    | Rubén Walesberg  | Raúl Carranza       | Romel Maza       |

### W stylu wolnym
| Waga   | złoty           | srebrny           | brązowy         | brązowy                |
| ------ | --------------- | ----------------- | --------------- | ---------------------- |
| 55 kg  | Carlos Vásquez  | Fabian Enrique    | Pablo Benítez   | ----                   |
| 60 kg  | Abel Herrera    | Fernando Iglesias | Andrés Montaño  | Marco Calvicante       |
| 66 kg  | Raoni Barcelos  | José Alvarado     | Sebastián Pérez | Milton Guallapa        |
| 74 kg  | David Cubas     | Hipólito Jiménez  | Daniel Malvino  | Maximiliano Prudenzano |
| 84 kg  | Adrián Jaoude   | Juan Estupiñán    | Poll Ambrocio   | Yuri Maier             |
| 96 kg  | Diego Rodríguez | Mario González    | Li Castillo     | Federico de la Peña    |
| 120 kg | Antoine Jaoude  | Sandro López      | Jesús Aponte    | Romel Maza             |

### W stylu wolnym kobiet
| Waga  | złoty                   | srebrny                | brązowy                | brązowy       |
| ----- | ----------------------- | ---------------------- | ---------------------- | ------------- |
| 48 kg | Katiuska Toaza          | Flor Quispe            | Tania Regina           | Eluney Melita |
| 51 kg | Luisa Valverde          | Daney Céspedes         | ----                   | ----          |
| 55 kg | Lissette Antes          | Jenny Mallqui          | Lais Nunes de Oliveira | ----          |
| 59 kg | Joice da Silva          | Luisa Valverde         | Diana Cruz             | ----          |
| 63 kg | Sandra Mina             | Dailane Gomes Dos Reis | Jackelin Castillo      | ----          |
| 67 kg | Aline da Silva Ferreira | Janet Sobero           | ----                   | ----          |
| 72 kg | Ingrid Chávez           | ----                   | ----                   | ----          |